# Lublinica
Lublinica (do 1961 Lubliniecka Struga, Lubliniczanka, niem. Lublinitzer Wasser) – rzeka, prawobrzeżny dopływ Małej Panwi o długości 28,22 km. Przepływa przez Śródmieście Lublińca, uchodzi w Zawadzkiem do Małej Panwi.